# Tự Châu
Tự Châu (chữ Hán giản thể: 叙州区, Hán Việt: Tự Châu khu) là một quận của địa cấp thị Nghi Tân, tỉnh Tứ Xuyên, Cộng hòa Nhân dân Trung Hoa. Quận này có diện tích 3040 km2, dân số một triệu người. Quận này là nơi hợp lưu của ba con sông: Kim Sa Giang, Dân Giang và Trường Giang. Địa hình của huyện này bắc-nam dài, đông-tây hẹp, phía đông bắc thấp, tây nam cao, độ cao tương đối so với mặt biển từ 270–1428 m, địa mạo chủ yếu là đồi núi. Khí hậu ôn hòa, nhiệt độ trung bình 19,1 độ C, lượng mưa hàng năm 1011,5 mm, mỗi năm có 1069,9 giờ nắng.
Trước tháng 7 năm 2018 nó là huyện Nghi Tân.

## Hành chính
Quận này được chia ra thành các đơn vị hành chính gồm 2 nhai đạo, 20 trấn và 3 hương:
- Nhai đạo: Nam Ngạn, Triệu Trường.
- Trấn: Nam Quảng, Chương Hải, Hỉ Tiệp, Quan Âm, Hoành Giang, Liễu Gia, Nê Khê, Quyết Khê, Thương Châu, Cao Trường, An Biên, Song Long, Lý Trường, Hợp Thập, Cổ La, Phục Long, Cổ Bách, Nê Nam, Phổ An, Bách Khê.
- Hương:  Long Hưng, Long Trì,  Phượng Nghi.

### Chuyển
Các trấn Khổng Than, Vương Trường, Bạch Hoa, Vĩnh Hưng, Song Nghi chuyển về thuộc quận Thúy Bình.